# Budapest elpusztult nevezetes X. kerületi épületeinek listája
Az alábbi lista Budapest elpusztult nevezetes X. kerületi épületeit sorolja fel. A források hiánya miatt az összeállítás nem tekinthető teljesnek.

## A lista
| Név                                                                                  | Építés ideje | Elpusztulás ideje | Elhelyezkedés                      | Megjegyzés | Kép |
| ------------------------------------------------------------------------------------ | ------------ | ----------------- | ---------------------------------- | --- | --- |
| A Magnezit Ipari Művek gyárépületei                                                  | 1838         | 1990-es évek      | Gyömrői út 48.                     | Megszűnt, épületeit elbontották. |     |
| Kőbánya kocsiszín                                                                    | 1868         | 1966–1967         | Kőrösi Csoma Sándor út 27.         | 1949-ben bezárt. Később elbontották, helyére lakótelepi toronyházakat emeltek. |     |
| A Magyar Kerámia Gyár Rt. gyárépületei (Burkolóanyag Gyár Keramit Üzeme, EM Kerámia) | 1891         | n. a.             | Gergely utca 81. és Gyömrői út 63. | A Gyömrői úti telephely épületeit elbontották. A Gergely utcai telephelyen állnak még régi épületek.                                                                                        |     |
| A Kőbányai Polgári Serfőző Rt. gyárépületeinek nagy része                            | 1893         | 2005 után         | Maglódi út 17.                     | Tervezte Czigler Győző és Vidor Emil. Néhány régi gyárépület még áll a telephelyen. |     |
| A Kőbányai Király Serfőzde Rt. nagy gyárépülete                                      | 1895         | 2019 után         | Jászberényi út 13/a.               | A gyár nagy méretű, Maláta utcai oldalához közel fekvő ipari épületét 2019 után bontották el. A telephelyen, annak Jászberényi úti oldalán ugyanakkor több, kisebb régi épület még látható. |     |
| A Kőbányai Társaskör kaszinója                                                       | 1899         | 1976              | Jászberényi út 7.                  | Tervezte: Steinhardt Antal. Az épületet 1976-ban lakossági tiltakozás ellenére lebontották                                                                                                  |     |
| Ihász utcai víztorony                                                                | 1903         | 1968              | Ihász utca                         | Robbantással bontották le. |     |
| Kőbányai Textilművek                                                                 | 1906         | 2019 k.           | Gyömrői út 90-92.                  | A Google kamera felvételei szerint 2019 körül elbontották. Helyére a Bosch épített üzemet (Bosch Budapest Innovációs Kampusz).                                                              |     |
| Kőbánya-Kispest vasútállomás modern épületegyüttese                                  | 1978–1980    | 2008              | Ferihegyi repülőtérre vezető út    | Tervezte: Kővári György, Koppányi Imre és Koppányi Miklós. Elbontották, részben helyére épült a KÖKI Bevásárlóközpont.                                                                      | ,   |
| lakóház                                                                              |              | 2019 k.           | Gyömrői út 92.?                    | A Google kamera felvételei szerint 2019 körül elbontották. Helyére a Bosch épített üzemet (Bosch Budapest Innovációs Kampusz).                                                              |     |
| lakóház                                                                              |              | 2019 k.           | Vaspálya u. / Robert Bosch u.      | A Google kamera felvételei szerint 2019 körül elbontották. Helyére a Bosch épített üzemet (Bosch Budapest Innovációs Kampusz).                                                              | ,   |